# Norstedts
Norstedts est une maison d'édition suédoise fondée en 1823.